# Subway (fastfoodkæde)
 For alternative betydninger, se Subway. (Se også artikler, som begynder med Subway)
Subway er en fastfoodkæde med over 36.700 restauranter i 103 lande. I Danmark åbnede der i 1990'erne over 20 Subway-restauranter. De fleste er lukkede igen. Enkelte restauranter blev overtaget af den danske konkurrent, Sunset Boulevard, hvis koncept dengang mindede om Subway.
Menuen består af sandwiches som laves friske efterhånden som de bestilles, og hvor kunden selv har mulighed for at vælge fyldet.

## Historie i Danmark
Subway har haft restauranter på franchisebasis siden 1990'erne. I december 2008 annonceredes det, at Subway ville åbne restauranter i Aalborg og Sønderborg, og at der var planer om at åbne 40 butikker i Danmark. Den første genåbnede restaurant slog dørene op i Aalborg den 11. februar 2009 og efterfølgende i København, Århus, Vejle og Sønderborg. Nogle er efterfølgende lukket igen, og i 2023 var der i Danmark tre Subway restauranter tilbage, to i Aalborg, og en i Kolding
I 2024 blev begge Subway-restauranter i Aalborg permanent lukket. Den eneste tilbageværende er i Kolding Storcenter.

## Tidligere Subway restauranter i Danmark
| Region             | Antal | Byer |  |
| ------------------ | ----- | --- |  |
| Region Hovedstaden | 9     | København (Frederiksborggade, Fisketorvet, Hovedbanegården, Axel Torv, Nørrebrogade, Falkonér Allé) Herlev (Herlev Bymidte), Hillerød, Ballerup Centret |  |
| Region Sjælland    | 2     | Greve (WAVES), Korsør |  |
| Region Syddanmark  | 5     | Vejle (Bryggen, Nørregade), Sønderborg, Odense Banegård, Kolding,                                                                                       |  |
| Region Nordjylland | 2     | Aalborg Storcenter |  |